# Ришар, Ашиль
Ашиль Риша́р (фр. Achille Richard; 27 апреля 1794, Париж, — 5 октября 1852, там же) — французский ботаник, миколог, врач и минералог.

## Биография
Ашиль Ришар родился в Париже 27 апреля 1794 года.
24 февраля 1834 года он стал членом Французской академии наук. Ришар был также членом Французской национальной академии медицины. Ашиль внёс значительный вклад в ботанику, описав множество видов растений.
Ашиль Ришар умер 5 октября 1852 года.

## Научная деятельность
Ашиль Ришар специализировался на папоротниковидных, мохообразных, водорослях, семенных растениях и на микологии. Он изучил и описал несколько родов орхидей, в числе которых Людизия.

## Научные работы
- Nouveaux Elements de Botanique (New Elements of Botany). Париж, 1819. 11. Aufl. 1876.
- Monographie du genre Hydrocotyle de la famille des ombellifères, 1820.
- Botanique médicale, 1822—1823.
- Dictionnaire de drogues simples et composées, 1827—1829.
- Voyage de découvertes de l’Astrolabe, 1834.
- Tentamen florae abyssinicae, 1847—1851.
- Mémoire sur la famille des rubiacées contenant la description générale de cette famille et les caractères des genres qui la composent, 1829.
- Monographie des orchidées des îles de France et de Bourbon, 1828.
- Histoire Physique, Politique et Naturelle de L’Ile de Cuba (Издание Sagra, Ramón de la). Botanique. Plantes Vasculaires, 1845.